# ゲーリー・ベイリー
- ゲイリー・ベイリー
- ギャリー・ペイリー
- ガリー・ペイリー

ゲーリー・ベイリー（Gary Richard Bailey、1958年8月9日 - ）は、イングランド・イプスウィッチ出身の元サッカー選手で解説者。現役時代のポジションはGK。元イングランド代表。

## 経歴
イプスウィッチ出身、南アフリカで育った。イングランド代表としての出場は2試合ながら、ワールドカップ・メキシコ大会に控GKとして参加した。
クラブでは1978年から1987年にかけてマンチェスター・ユナイテッドFCに在籍、正GKとして通算375試合に出場、2022年1月にデ・ヘアに抜かれるまで、クラブ歴3位となる161試合でクリンシートを記録していた。1987年、前年のワールドカップ・メキシコ大会のトレーニング中の怪我により現役引退に至った。

## タイトル
マンチェスター・ユナイテッド
- FAカップ : 1982–83, 1984–85
- FAコミュニティ・シールド : 1983